# Вулька-Бодзеховська
Вулька-Бодзеховська (пол. Wólka Bodzechowska) — село в Польщі, у гміні Бодзехув Островецького повіту Свентокшиського воєводства.
Населення — 460 осіб (2011).
У 1975-1998 роках село належало до Келецького воєводства.

## Демографія
Демографічна структура на день 31 березня 2011 року:
|          | Загалом | Допрацездатний вік | Працездатний вік | Постпрацездатний вік |
| -------- | ------- | ------------------ | ---------------- | -------------------- |
| Чоловіки | 217     | 38                 | 151              | 28                   |
| Жінки    | 243     | 43                 | 140              | 60                   |
| Разом    | 460     | 81                 | 291              | 88                   |